# Schweizer Fussballmeisterschaft 1904/05
Die achte Schweizer Fussballmeisterschaft fand 1904/1905 statt. Schweizer Meister wurde der Grasshopper Club Zürich.

## Serie A

### Modus
Die höchste Spielklasse, die Serie A, wurde in drei regionale Gruppen eingeteilt. Ein Sieg brachte 2 Punkte, ein Remis 1 Punkt ein. Der Sieger jeder Gruppe qualifizierte sich für die Finalspiele. Bei zwei punktgleichen Mannschaften an der Tabellenspitze, wurde ein Entscheidungsspiel angesetzt.

### Serie A Gruppe Ost
| Pl. | Verein                    | Sp. | S | U | N | Tore    | Diff. | Punkte |
| --- | ------------------------- | --- | - | - | - | ------- | ----- | ------ |
| 1.  | Grasshopper Club Zürich   | 10  | 9 | 0 | 1 | 044:110 | +33   | 18     |
| 2.  | FC St. Gallen             | 10  | 7 | 1 | 2 | 025:140 | +11   | 15     |
| 3.  | FC Zürich                 | 10  | 7 | 0 | 3 | 027:110 | +16   | 14     |
| 4.  | Kickers Zürich            | 10  | 3 | 1 | 6 | 021:240 | −3    | 07     |
| 5.  | Blue Stars St. Gallen     | 10  | 2 | 1 | 7 | 010:350 | −25   | 05     |
| 6.  | American Wanderers Zürich | 10  | 0 | 1 | 9 | 004:360 | −32   | 01     |

### Serie A Gruppe Zentral
| Pl. | Verein           | Sp. | S | U | N | Tore    | Diff. | Punkte |
| --- | ---------------- | --- | - | - | - | ------- | ----- | ------ |
| 1.  | Young Boys Bern  | 8   | 6 | 1 | 1 | 035:100 | +25   | 13     |
| 2.  | Old Boys Basel   | 8   | 6 | 1 | 1 | 027:500 | +22   | 13     |
| 3.  | FC Bern          | 8   | 4 | 2 | 2 | 014:120 | +2    | 10     |
| 4.  | FC Basel         | 8   | 2 | 0 | 6 | 018:200 | −2    | 04     |
| 5.  | Weissenbühl Bern | 8   | 0 | 0 | 8 | 005:520 | −47   | 0      |

In einigen Quellen steht bei Young Boys Bern und FC Basel ein falsches Torverhältnis 35:11 bzw. 19:20, da für die Begegnung Basel–Young Boys, das 3:4 ausging, ursprünglich ein 4:4 berichtet worden ist. Das nicht korrekte Torverhältnis bezog sich auf das 4:4-Resultat.

#### Entscheidungsspiel
|               | Ergebnis |             |
| ------------- | -------- | ----------- |
| FC Young Boys | 2:1      | FC Old Boys |

### Serie A Gruppe West
| Pl. | Verein               | Sp. | S | U | N | Tore    | Diff. | Punkte |
| --- | -------------------- | --- | - | - | - | ------- | ----- | ------ |
| 1.  | FC La Chaux-de-Fonds | 8   | 7 | 0 | 1 | 024:100 | +14   | 14     |
| 2.  | Montriond Lausanne   | 8   | 7 | 0 | 1 | 031:600 | +25   | 14     |
| 3.  | Servette Genf        | 8   | 2 | 2 | 4 | 010:170 | −7    | 06     |
| 4.  | FC Neuchâtel         | 8   | 2 | 0 | 6 | 012:180 | −6    | 04     |
| 5.  | FC Genève            | 8   | 0 | 2 | 6 | 004:300 | −26   | 02     |

### Finalspiele
| Datum          |                         | Ergebnis |                      | Ort    |
| -------------- | ----------------------- | -------- | -------------------- | ------ |
| 2. April 1905  | Young Boys Bern         | 2:2      | FC La Chaux-de-Fonds | Bern   |
| 10. April 1905 | Grasshopper Club Zürich | 2:1      | FC La Chaux-de-Fonds | Zürich |
| 17. April 1905 | Grasshopper Club Zürich | 2:1      | Young Boys Bern      | Bern   |

| Pl. | Verein                  | Sp. | S | U | N | Tore    | Diff. | Punkte |
| --- | ----------------------- | --- | - | - | - | ------- | ----- | ------ |
| 1.  | Grasshopper Club Zürich | 2   | 2 | 0 | 0 | 004:100 | +3    | 04     |
| 2.  | Young Boys Bern         | 2   | 0 | 1 | 1 | 003:400 | −1    | 01     |
| 3.  | FC La Chaux-de-Fonds    | 2   | 0 | 1 | 1 | 003:400 | −1    | 01     |

## Serie B

### Serie B Gruppe Ost
In der Serie B Gruppe Ost spielten in dieser Saison folgende Mannschaften:
- FC Winterthur
- FC Latin Winterthur
- FC Luzern
- Grasshoppers Club Zürich 2
- FC Zürich 2
- Young Fellows Zürich

Gruppensieger wurde der FC Winterthur mit einer Bilanz von 8 Siegen, einem Unentschieden und einer Niederlage.

#### Finalspiele
An den Finalspielen nahmen der FC Winterthur, Nordstern Basel, Floria Biel und Vignoble Auvernier teil.
Meister der Serie B wurde Vignoble Auvernier, die sich im entscheidenden Spiel gegen Winterthur mit 2:3 durchsetzen konnten.
|               | Ergebnis |                    |
| ------------- | -------- | ------------------ |
| FC Winterthur | 2:3      | Vignoble Auvernier |